# Sabine Ellerbrock
Sabine Ellerbrock (Bielefeld, 1 november 1975) is een rolstoeltennisspeelster uit Duitsland. Ellerbrock begon met tennis toen zij zes jaar oud was. Zij speelt rechtshandig. Ellerbrock won twee grandslamtitels in het enkelspel.

## Medische voorgeschiedenis
Ellerbrock leidde dertig jaar lang een normaal leven, waarin zij verscheidene sporten beoefende, waaronder tennis op "voetgangersniveau". In september 2007 werd zij aan het rechterbeen geopereerd, wegens een compartimentsyndroom. Wat eigenlijk een routinekwestie had zullen zijn, ontaardde in een lijdensweg. Oorzaak was een te laat ontdekt hematoom – na operatieve ingreep ontwikkelde zich een complex regionaal pijnsyndroom (Morbus-Sudeck) aan haar rechtervoet. Tien jaar later (februari 2017) werd ten slotte haar onderbeen geamputeerd.

## Loopbaan

### 2009 – 2010
Ellerbrock debuteerde in september 2009 op het German Open-toernooi in Essen (Duitsland) – terwijl zij in het enkelspel tot de halve finale kwam, wist zij het dubbelspeltoernooi zelfs te winnen, samen met de Nederlandse Dorrie Timmermans-Van Hall. Enkele maanden later won zij haar eerste enkelspeltitel, op het Bavarian DRT Open in Wendelstein (Duitsland). Ook in 2010 won zij dit toernooi, evenals toernooien buiten Duitsland, zoals het Open de Vendée in La Roche-sur-Yon (Frankrijk) en het Austrian Open in Groß-Siegharts (Oostenrijk) – op beide toernooien won zij in beide disciplines.

### 2011 – 2012
Na een eveneens tweevoudige overwinning in maart 2011 op het Biel-Bienne Indoors-toernooi in Biel/Bienne (Zwitserland), en in april een zelfde dubbelslag op het South African Open in Sun City (Zuid-Afrika), nam Ellerbrock in mei/juni voor het eerst deel aan een grandslamtoernooi, op Roland Garros, zowel in het enkel- als in het dubbelspel (samen met de Britse Jordanne Whiley). In augustus zette zij het Austrian Open nogmaals geheel op haar naam – evenals in 2010 won zij het dubbelspel met de Berlijnse Katharina Krüger, die zij in de enkelspelfinale als tegenstandster versloeg.
In 2012 volgde deelname aan het Australian Open, waar Ellerbrock haar eerste grandslampartij won, van de Japanse Yui Kamiji, waarna zij in de halve finale verloor van de latere winnares, de Nederlandse Esther Vergeer. Na het prolongeren van haar beide titels in Biel-Bienne Indoors en hetzelfde op het South African Open (nu in Johannesburg) met èn tegen Marjolein Buis, won zij in mei 2012 de enkelspeltitel van het Japan Open in Fukuoka, een hoog geklassificeerd toernooi in de "ITF Super Series". Enkele weken later bereikte zij voor het eerst een grandslamfinale, op Roland Garros, in het dubbelspel samen met Yui Kamiji – zij verloren van het Nederlandse koppel Marjolein Buis en Esther Vergeer. Op het Belgian Open in Jambes wist zij Buis in de enkelspelfinale dan weer te kloppen. Op de Paralympische spelen in Londen bereikte zij in het enkelspel de halve finale en (samen met Katharina Krüger) de kwartfinale in het dubbelspel. Later die maand maakte Ellerbrock een dubbelslag op het Sardinia Open in Localita Maria Pia (Italië), met en tegen de Nederlandse Sharon Walraven. Aansluitend met Walraven naar Saint Louis gereisd, won zij op het Amerikaanse eindejaarstoernooi (USTA Wheelchair Tennis Championships) met haar de dubbelspeltitel, alsmede het enkelspel door in de finale de Britse Lucy Shuker te verslaan. Op het internationale eindejaarstoernooi (NEC Wheelchair Tennis Masters) in het Belgische Sint-Katelijne-Waver bereikte zij de derde plaats in het enkelspel, en op het aansluitende Invacare Doubles Masters-toernooi in Amsterdam de finale, met de Japanse Yui Kamiji aan haar zijde.

### 2013 – 2014
Na vier voorbereidende toernooien in Australië bereikte Ellerbrock op het Australian Open de enkelspelfinale, door achtereenvolgens Sharon Walraven en Lucy Shuker te verslaan, waarna zij in drie sets verloor van Aniek van Koot. Op het tweede grandslamtoernooi van het jaar, Roland Garros, won zij haar eerste grandslamtitel, na winst op Katharina Krüger, Aniek van Koot en in de finale Jiske Griffioen. In het dubbelspel bereikte zij de finale, samen met Walraven. Medio 2013 stond zij op de top van haar carrière, met het bereiken van de eerste plaats op de wereldranglijst in het enkelspel (1 juli 2013), en kort daarvoor het bereiken van haar hoogste plek (vierde plaats) in het dubbelspel. Op het hoog geklassificeerde ("ITF Super Series") British Open in Nottingham won zij de enkelspeltitel, door onder meer Lucy Shuker, Marjolein Buis en in de finale Aniek van Koot te verslaan. Na enkele titels in Oostenrijk (enkel- en dubbelspel op het Salzburg Open, enkelspel op het Austrian Open) bereikte zij op het US Open de finale in beide disciplines. Op het Sardinia Open verlengde zij haar beide titels. Op het eindejaarstoernooi ITF Wheelchair Doubles Masters in Mission Viejo (CA, VS) bereikte zij met de Zuid-Afrikaanse Kgothatso Montjane de dubbelspelfinale die zij verloren van Yui Kamiji en Jordanne Whiley.
In januari 2014, na een tweetal voorbereidende toernooien in Australië, won Ellerbrock op het Australian Open haar tweede grandslamtitel, ook deze in het enkelspel – zij versloeg achtereenvolgens Kgothatso Montjane, Jordanne Whiley en in de finale Yui Kamiji. In april won zij op het Zuid-Afrikaanse Gauteng Open-toernooi in Johannesburg beide titels. Op het Belgian Open won zij ditmaal in beide disciplines, in het dubbelspel samen met Michaela Spaanstra. Op het Sardinia Open bereikte zij weliswaar beide finales, maar kon deze keer geen titel mee naar huis nemen. Op de eindejaarstoernooien behaalde zij geen bijzondere resultaten meer.

### 2015 – 2019
Deze periode, waarin zij veertig jaar werd, bracht Ellerbrock nog een achttal grandslamfinaleplaatsen: drie in het enkelspel (Roland Garros 2016, Roland Garros 2017 en Wimbledon 2017) en vijf in het dubbelspel (US Open 2015 met Marjolein Buis, Wimbledon 2018 met Lucy Shuker, Australian Open 2019 met Buis, Roland Garros 2019 met Buis en het US Open 2019 met Kgothatso Montjane). Ook op het eindejaarstoernooi van 2015, NEC Wheelchair Tennis Masters in Londen, bereikte zij in het enkelspel nog de finale – zo ook de dubbelspelfinale op het eindejaarstoernooi van 2017, UNIQLO Wheelchair Doubles Masters in het Nederlandse Bemmel. Op het US Open 2018 bereikte zij de halve finale, waarin de nummer één van de wereld, de Nederlandse Diede de Groot, te sterk voor haar was. In 2019 bereikte Ellerbrock de finale op het Swiss Open (verloren van Yui Kamiji) en de titel op het Austrian Open.

## Privé
Ellerbrock is lerares aan het gymnasium in Lage en geeft les in biologie, sport en wiskunde.

## Resultaten grandslamtoernooien
| Legenda | Legenda                          |
| ------- | -------------------------------- |
| g.t.    | geen toernooi gehouden           |
| l.c.    | lagere categorie                 |
| –       | niet deelgenomen                 |
| G       | uitgeschakeld in de groepsfase   |
| 1R      | uitgeschakeld in de eerste ronde |
| 2R      | uitgeschakeld in de tweede ronde |
| 3R      | uitgeschakeld in de derde ronde  |
| 4R      | uitgeschakeld in de vierde ronde |
| KF      | uitgeschakeld in de kwartfinale  |
| HF      | uitgeschakeld in de halve finale |
| F       | de finale verloren               |
| W       | het toernooi gewonnen            |
| w-v     | winst/verlies-balans             |

### Enkelspel
- De kwartfinale is doorgaans de eerste ronde.

| toernooi        | 2011 | 2012 | 2013 | 2014 | 2015 | 2016 | 2017 | 2018 | 2019 | 2020 |
| --------------- | ---- | ---- | ---- | ---- | ---- | ---- | ---- | ---- | ---- | ---- |
| Australian Open | –    | HF   | F    | W    | HF   | KF   | HF   | HF   | KF   | KF   |
| Roland Garros   | KF   | KF   | W    | HF   | HF   | F    | F    | HF   | KF   |      |
| Wimbledon       | g.t. | g.t. | g.t. | g.t. | g.t. | KF   | F    | KF   | KF   | g.t. |
| US Open         | –    | –    | F    | KF   | KF   | –    | KF   | HF   | KF   | –    |

### Dubbelspel
- De halve finale is doorgaans de eerste ronde.

| toernooi        | 2011 | 2012 | 2013 | 2014 | 2015 | 2016 | 2017 | 2018 | 2019 | 2020 |
| --------------- | ---- | ---- | ---- | ---- | ---- | ---- | ---- | ---- | ---- | ---- |
| Australian Open | –    | HF   | HF   | HF   | HF   | HF   | HF   | HF   | F    | HF   |
| Roland Garros   | HF   | F    | F    | HF   | HF   | HF   | HF   | HF   | F    |      |
| Wimbledon       | –    | –    | HF   | HF   | HF   | HF   | HF   | F    | HF   | g.t. |
| US Open         | –    | –    | F    | HF   | F    | –    | HF   | HF   | F    | –    |